# Sultanat de Bima
Pour les articles homonymes, voir Bima (homonymie).

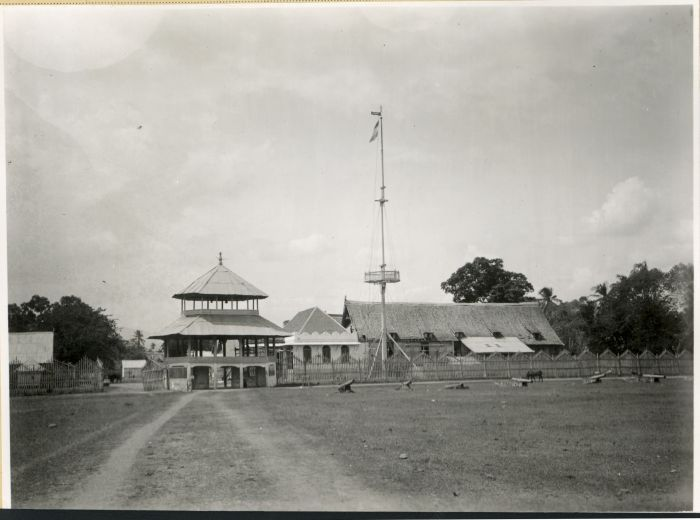
Le palais du sultan de Bima vers 1920

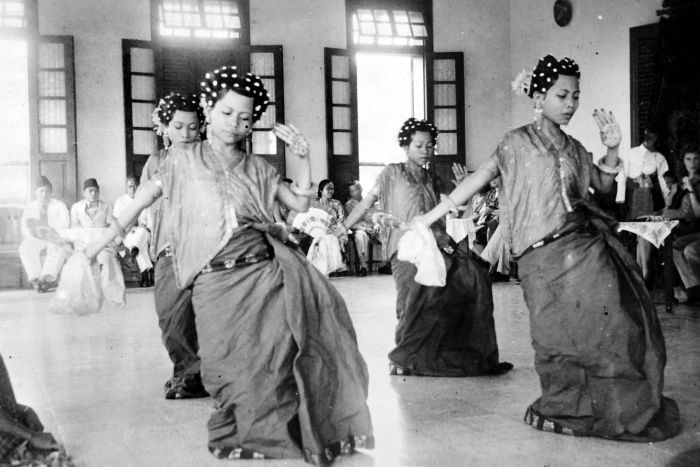
Danse de cour au palais du sultan de Bima en 1948

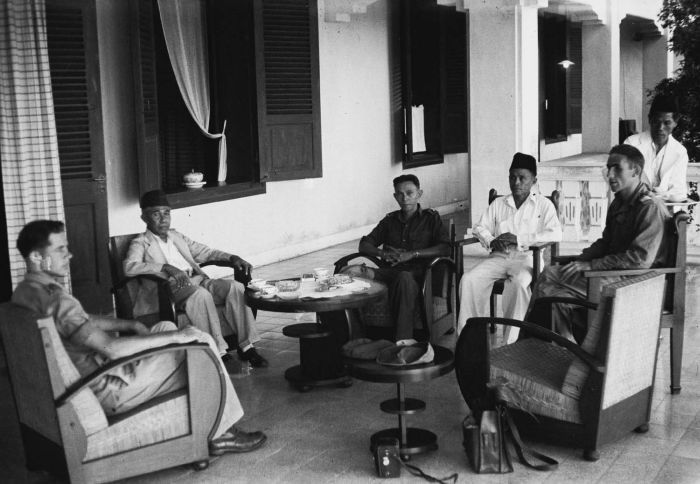
Le sultan Muhammad Salahuddin et des officiers néerlandais en 1948

Le royaume de Bima est un ancien État princier d'Indonésie occupant la partie orientale de l'île de Sumbawa, dans les Petites îles de la Sonde. Selon la légende, il fut fondé par le dieu Manjang, qui devint ainsi le premier souverain de Bima, à une date inconnue. 
Le sultanat de Bima existe toujours au sein de la république d'Indonésie, qui reconnaît les anciennes cours royales. Son territoire est devenu l'actuel kabupaten (département) de Bima.

## Histoire
Des textes attestent que Bima est — au moins depuis le XIVe siècle — un relais sur la route maritime reliant les royaumes de l'ouest de l'archipel indonésien aux Moluques productrices d'épices comme le clou de girofle et la noix de muscade.
Le Nagarakertagama, poème épique écrit en 1365 sous le règne du roi Hayam Wuruk (1350-89) de Majapahit dans l'est de Java, cite « Bhima » dans une liste de quelque cent « contrées tributaires » du royaume.
En réalité, le territoire contrôlé par Majapahit ne s'étendait que sur une partie de l'est et du centre de Java. Les « contrées tributaires » étaient en fait des comptoirs formant un réseau commercial dont Majapahit était le centre. Majapahit y envoyait des dignitaires dont le rôle était de s'assurer que ces comptoirs ne s'adonnaient pas à un commerce privé qui échapperait au royaume.
Au XVIIe siècle, Bima est annexé par le royaume de Gowa dans le sud de Sulawesi. 
Dans son Abrégé de géographie (1838), le géographe italien Adriano Balbi décrit Bima comme le plus puissant des États de l'île de Sumbawa, exerçant une certaine suzeraineté sur les autres (Dompo, Langar, Pekat, Sumbawa Besar, Tambora) ainsi que sur l'île de Manggarai et la partie occidentale de Florès, mais se reconnaissant vassal du royaume des Pays-Bas.
L'éruption du volcan Tambora en 1815 anéantit totalement les petits royaumes de Tambora et Pekat situés dans la péninsule de Sanggar. Le sultanat de Bima, plus à l'est, perd plusieurs milliers d'habitants, tués par l'éruption ou émigrant vers d'autres îles moins affectées. Il faudra plusieurs décennies pour repeupler la région.
La cour de Bima, originaire de Gowa, a tenu pendant les XIXe et XXe siècles un journal écrit en malais, qui était la langue officielle et politique du sultanat.

## Généalogie des rois de Bima

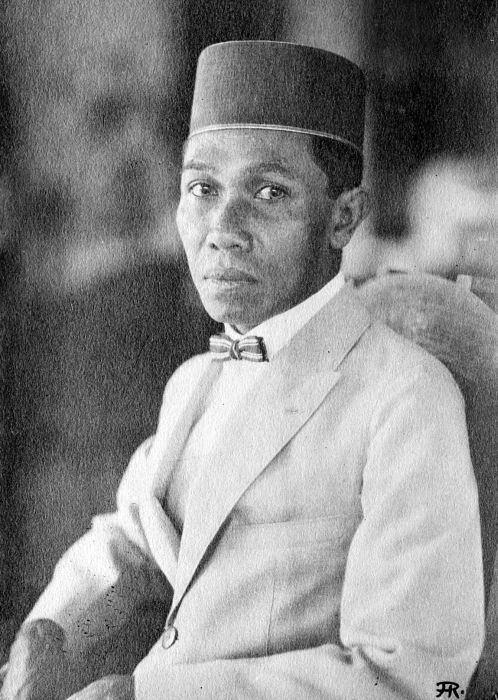
Le sultan Muhammad Salahuddin (1915-1951) jeune

La généalogie officielle des sultans de Bima commence de façon plutôt fantaisiste, les faisant descendre entre autres de Sangyang Tunggal (« la divinité unique »), d'Indra, roi des dieux du panthéon hindou, et de Bima, un des cinq frères Pandava dans l'épopée indienne du Mahabharata. Elle devient plus vraisemblable à partir du début du XVe siècle.

### Souverains légendaires
- Jan wa Mamiyan (Manjang), sultan légendaire
- Sangyang Tunggal, fils du précédent; légendaire
- Sangyang Wunang, fils du précédent; légendaire
- Maharaja Indra Luka, fils de Batara Indra Brahma, fils de Tunggal
- Batara Indra Manis, fils de Batana Brahma Manis, frère du précédent
- Maharaja Indra Falasyara, fils du précédent
- Maharaja Tunggal Pandita, fils du précédent
- Maharaja Batara Indra Ratu Punggawa Bisa, fils de Indra Falasyara

### Lesmaharajasemi-légendaires
- Maharaja Pandu Dewanata, descendant du précédent
- Maharaja Sang Bima, fils du précédent
- Maharaja Sang Aji, fils de Pandu Dewanata
- Maharaja Sang Kang Kula, fils de Pandu Dewanata
- Maharaja Sang Rajuna, fils de Pandu Dewanata
- Maharaja Sang Dewa, fils de Pandu Devanata
- Maharaja Dewa Indra Zamrud, fils de Sang Bima
- Maharaja Dewa Batara Indra Bima, fils du précédent
- Maharaja Batara Sang Luka, fils du précédent
- Batara Mera
- Maharaja Batara Sang Bima, fils de Batara Sang Luka
- Maharaja Batara Matra Indrawata, fils du précédent
- Maharaja Matra Indra Tarata, fils de Batara Sang Bima
- Maharaja Nggampo Jawa, fils de Batara Matra Indrawata
- Maharaja Indra Kumala, fils de Batara Matra Indrawata
- Maharaja Batara Bima Indra Luka, fils du précédent
- Maharaja Indra Sri, fils du précédent

### Lesmaharajaattestés
- 14??-1425 : Sangaji Ma Wa'a Paju Longgi, fils du précédent
- 1425-14?? : Sangaji Ma Wa'a Indra Mbojo, fils d'Indra Sri
- 14??-14?? : Sangaji Ma Wa'a Balmana, fils d'Indra Sri
- 14??-1500 : Sangaji Manggampo Donggo, fils d'Indra Sri
- Vers 1500 : Ruma ta-Manbora, fils du précédent
- Sangaji Makapari Solo, fils de Sangaji Ma Wa'a Bilmana
- Ruma-ta Mawa'a Andapa, fils de Sangaji Ma Wa'a Bilmana
- Ruma-ta Mawa'a La Laba, fils de Mawa'a Taho Sangaji, fille de Sangaji Manggampo Donggo
- Mantau La Sadina, petit-fils de Indra Sri
- Ruma-ta Mambora di Sapaga, fils de Sangaji Manggampo Donggo
- Ruma-ta Mambora di Bata, fils du précédent
- Ruma-ta Samara, fils de Ruma-ta Mawa'a Andapa
- vers 1545 : Ruma-ta Mantau Asi Sarise, fils de Ruma-ta Mawa'a Andapa
- Ruma-ta Mantau La Limandaru, fils du précédent
- Vers 1609 : Mantau La Sadina Abdul Rahim, fils de Ruma-ta Mawa'a Andapa
- 16XX-1620 : Mambora di Sapaga, fils de Ruma-ta Mambora di Bata

### Les sultans
- 1620-1632 : Paduka Sri Sultan Abdul Kahir, petit-fils de Ruma-ta Mawa'a Andapa
- 1632-1633 : Ruma Mantau Asi Peka, fils naturel de Ruma-ta Mawa'a Andapa
- 1633-1640 : Panduka Sri Sultan, restauré
- 1640-1682 : Abdul Khair I Siraj ud-din Muhammad Shah ibni al-Marhum, fils du précédent
- 1682-1687 : Nur ud-din Abu Bakar Ali Shah ibni al-Marhum Paduka Sri, fils du précédent
- 1687-1695 : Jamal ud-din Inayat Shah ibni al-Marhum Paduka, fils du précédent
- 1695-1731 : Hassan ud-din Muhammad Ali Shah, fils du précédent
- 1731-1748 : Ala ud-din Muhammad Shah, fils du précédent
- 1748-1751 : Kamalat Shah, fille du précédent
- 1751-1773 : Abdul Karim Muhammad Shah, fils de Ala ud-din Muhammad Shah
- 1773-1817 : Shafi ud-din Abdul Hamid Muhammad Shah, fils du précédent
- 1817-1854 : Ismaïl Muhammad Shah, fils du précédent
- 1854-1868 : Abdullah Muhammad Shah, fils du précédent
- 1868-1881 : Abdul Aziz Zillullah fil-al Alam ibni al-Marhum, fils du précédent
- 1881-1915 : Ibrahim Zillullah fil-al Alam ibni al-Marhum, fils de Abdullah Muhammed Shah
- 1915-1951 : Muhammad Salah ud-din Zillullah fil-al'Alam ibni al-Marhum, fils du précédent
- 1951-2001 : Abdul Khair II Muhammad Shah, fils du précédent
- 2001- : Abdul Khair III Muhammad Shah, fils du précédent